# Nikolaj Prževalskij

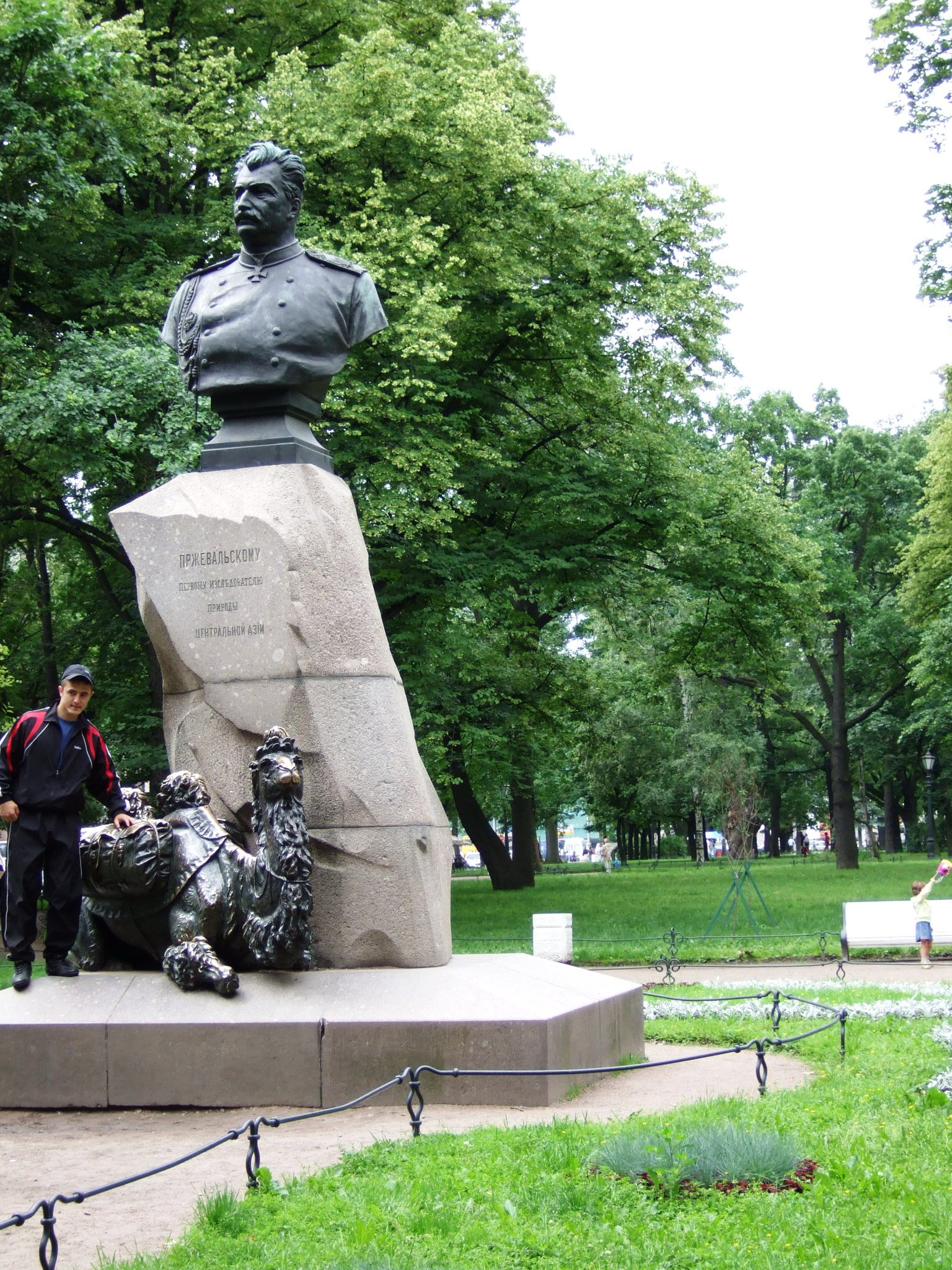
Prževalského památník v Petrohradě

Nikolaj Michajlovič Prževalskij (rusky Никола́й Миха́йлович Пржева́льский; 12. duben greg. / 31. březen jul. 1839, ves Kibory, Smolenská gubernie – 1. listopad greg. / 20. říjen jul. 1888, Karakol, dnes Kyrgyzstán) byl ruský geograf a objevitel střední a východní Asie. Cestoval zejména severním Tibetem, v oblasti dnešní provincie Čching-chaj a Džungarií.
Jeho konečným cílem bylo navštívit Lhasu, avšak nikdy se tam nedostal. Významně přispěl k tehdejšímu vědění o střední Asii a byl vůbec první Evropan, který popsal divokého koně, který byl pojmenován kůň Převalského.

## Život
Narodil se v ruské vesnici Kimborovo ve Smolenské gubernii do polské rodiny. V roce 1855 ukončil studium na gymnáziu ve Smolensku a vstoupil do armády. Vojenskou akademii studoval v Petrohradě, v roce 1864 se stal učitelem geografie a historie na vojenské škole ve Varšavě. Za své první práce Lovcovy vzpomínky (Воспоминания охотника) a Zkušenosti ze statistického popisu a vojenského průzkumu Amurské oblasti (Опыт статистического описания и военного обозрения Приамурского края) byl v roce 1864 přijat za člena Carské ruské zeměpisné společnosti. V roce 1867 byl vyslán na expedici do ussurijské oblasti. Výprava trvala dva roky a byla to první významná Prževalského expedice. Poznatky z této první expedice zveřejnil v pojednáních O cizokrajném obyvatelstvu v jižní části Amurské oblasti (Об инородческом населении в южной части Приамурской области) a Cesta do ussurijské oblasti (Путешествие в Уссурийский край). Za své objevy a velké množství přivezeného materiálu (herbáře, vycpaná zvířata) byl uvolněn z běžné služby v armádě a pověřen organizováním zeměpisných výprav.
V následujících letech podnikl celkem čtyři cesty do střední Asie:
- 1870–1873 – cestoval z Kjachty přes poušť Gobi do Pekingu, poté zkoumal horní tok řeky Jang-c’-ťiang. V roce 1872 se dostal do Tibetu. Na této expedici Prževalskij prozkoumal přes 7 000 čtverečních mil, sesbíral a zpět s sebou přivezl okolo 5 000 rostlin, 1 000 ptáků a 3 000 druhů hmyzu, dále 70 plazů a 130 různých kůží savců.[3] Výsledkem této expedice byla kniha Mongolsko a země Tangutů (Монголия и страна тангутов).
- 1876–1877 – výprava směřovala skrz východní Turkestán, přes pohoří Ťan-šan Prževalskij navštívil jezero Lobnor, které údajně nenavštívil žádný Evropan od dob Marca Pola.[4] Věnoval se hlavně ornitologickým pozorováním. Po návratu svou cestu popsal v publikaci Z Kuldži přes Ťan-šan na Lobnor (От Кульджи за Тянь-Шань и на Лоб-Нор).
- 1879–1880 – tibetská expedice, během které Prževalskij zavítal k jezeru Kukunor. Když se snažil dojít do Lhasy, příslušníci tibetských úřadů jej zastavili 260 kilometrů před ní a donutili ho obrátit zpět. Během této cesty zpozoroval dosud neznámý druh divokého koně, který byl později pojmenován kůň Prževalského (Equus Przewalskii).
- 1883–1886 – čtvrtá výprava vedla z Kjachty přes poušť Gobi k východní straně pohoří Ťan-šan. Poté směřovala k řece Jang-c’-ťiang, zpět ke Kukunor a západním směrem k Chotanu a jezeru Issyk-kul.

Výsledky Prževalského cest podstatnou měrou přispěly k poznatkům evropskému bádání o středoasijské geografii, ale i fauně a flóře. Je po něm pojmenován kůň (Equus przewalskii), gazela (Procapra przewalskii) a agamka (Phrynocephalus przewalskii). Na svých cestách se vedl podrobné deníky, které mu byly podkladem pro jeho knihy. Zemřel na břišní tyfus během své páté výpravy v kyrgyzském Karakolu na březích jezera Issyk-kul. Je pohřben na východním břehu jezera mezi ústím dvou řek 12 km od města Karakol. Dnes jsou v Karakolu a Petrohradě mnohé Prževalského památníky. Za své objevy byl oceněn vědeckými společnostmi nejen v Rusku, ale i dalších evropských státech (Francie, Německo, Anglie, Švédsko, Itálie).
| „                     | Nechť jiný, šťastnější cestovatel završí mnou nedokončené dílo v Asii. | “ |
| — Nikolaj Prževalskij |                                                                        |   |